# Spinipalpa ectoplasma
Spinipalpa ectoplasma là một loài bướm đêm trong họ Noctuidae.